# André Duchêne (football)
Pour les articles homonymes, voir Duchêne.
André Duchêne, est un entrepreneur belge de la région hutoise. Il fut également le 13e président du club de football belge du Standard de Liège de 1998 à 2000.

## Biographie
André Duchêne est le fils d'un des trois frères Duchêne, fondateurs de la société générale de constructions du même nom S.A. Duchêne aujourd'hui dans le giron de la société de travaux publics française Eiffage, depuis 1990, .

## Standard de Liège
André Duchêne devient l'administrateur délégué des «Rouches» à l'aube de la saison 1984-1985, juste après l'affaire Standard-Waterschei et la radiation de Roger Petit pour la faute commise trois ans plus tôt.
Le Standard est financièrement et sportivement exsangue. Il reconstruira la tribune 1 du stade avec des loges sans que cela ne coûte un franc au club. L'entrepreneur de Strée n'hésita pas à engloutir personnellement 110 millions de francs belges dans ces travaux.
Malgré une troisième place finale lors de la saison 1985-1986 et deux finales perdues de Coupe de Belgique en 1988 et 1989 face à leur rival ancestral Anderlecht, le Standard n'arrive toujours pas à remonter au sommet du football belge, malgré les investissements consentis par le duo Jean Wauters et André Duchêne.
Un éphémère semblant de renouveau semble enfin se dessiner en 1993, le Standard remporte enfin la coupe de Belgique et finit deuxième du championnat, place qu'il occupe à nouveau à l'issue de la saison 1995.
En 1998, le Standard est sauvé de la faillite grâce à Lucien D'Onofrio et à son ami personnel, l'homme d'affaires Robert Louis-Dreyfus qu'il parvient à convaincre d'investir dans le club liégeois. Jean Wauters quitte la présidence du club et est remplacé par André Duchêne. Le club échouera deux fois consécutivement en finale de la coupe de Belgique, en 1999 et en 2000.